# Red Dust – Die Wahrheit führt in die Freiheit
Red Dust – Die Wahrheit führt in die Freiheit (Red Dust) ist ein britisch-südafrikanisches Filmdrama von Tom Hooper aus dem Jahr 2004. Troy Kennedy Martin schrieb das Drehbuch anhand des Romans Red Dust von Gillian Slovo.

## Handlung
Dirk Hendricks war während der Zeit der Rassentrennung in der Kleinstadt Smitsrivier in Südafrika als Polizist tätig. Mit seinem damaligen Vorgesetzten, Captain Piet Muller, der inzwischen zurückgezogen lebt und einen privaten Sicherheitsdienst betreibt, beteiligte er sich an politischen Morden und Folterungen. Da Hendricks wegen eines anderen Vergehens in Haft ist, wendet er sich an die Wahrheits- und Versöhnungskommission, die jedem Amnestie gewährt, der all seine politisch motivierten Verbrechen vollständig offenlegt, um die Misshandlungen von Alex Mpondo im Jahr 1986 einzugestehen.
Alex Mpondo, inzwischen Parlaments-Abgeordneter und Vorstandsmitglied des ANC, hat gegen das Amnestiegesuch Einspruch eingelegt. Ihm geht es darum, den Verbleib seines Freundes und Mitkämpfers Steve Sizela aufzuklären, der seitdem verschwunden ist. Alex wird aufgefordert, vor der Kommission auszusagen. Er wirft Hendricks vor, dieser würde nicht alle Vergehen offenbaren. Dabei wird Alex von der Anwältin Sarah Barcant unterstützt, die nun im Ausland lebt. Sie war damals selbst einen Tag in Haft, da sie Kontakt zu schwarzen Jugendlichen hatte. Ihre Mutter hatte deswegen das Sorgerecht verloren und das Land verlassen.
Es kommt zu einer Verhandlung, in deren Verlauf Hendricks alle offenen Fragen bezüglich der einmonatigen Haftzeit von Alex Mpondo beantworten muss. Alex kann nachweisen, dass er damals (anders als Hendricks ausgesagt hatte) nicht alle relevanten Einzelheiten gestanden hatte; er hatte die Namen von mehreren neu rekrutierten Mitstreitern nicht preisgegeben. Politisch sehr schädlich für ihn ist allerdings, dass er eingestehen muss, damals seinen Freund Steve Sizela identifiziert zu haben, nachdem er schwer gefoltert worden war. Da er dafür zu schwach gewesen war, hatte Hendricks dafür Alex’ Arm auf Steve richten müssen.
Hendricks muss zugeben, dass seine Aussage vor der Kommission nicht vollständig war, dass Steve Sizela und Alex nicht auf dem Polizeirevier, sondern auf der Ryder-Farm gefoltert worden waren, und dass dieser dort am 8. Mai 1986 nach schwersten Misshandlungen an einem Genickbruch verstarb und begraben wurde. Obwohl diese Falschaussage eine Ablehnung des Amnestiegesuchs bewirken müsste, vergibt Alex, zieht seinen Einspruch zurück und ermöglicht die Amnestie Hendricks’.
Hendricks Aussage führt zur Anklage des ehemaligen Vorgesetzten Cpt. Piet Muller. Zu Beginn von dessen Verhandlung beruft sich Muller seinerseits auf die Amnestie nach § 18 des nationalen Einheits- und Versöhnungsgesetzes.

## Kritiken
Marta Barber schrieb im Miami Herald, Hooper manipuliere das Publikum, aber die Geschichte bleibe trotzdem „fesselnd“ („engrossing“).
Urban Cinefile zufolge „ein intensives und kraftvolles Drama. Tom Hoopers konzentrierte Regie lässt sich nichts entgehen […] das Drehbuch ist klug […] die schauspielerischen Darbietungen von Swank und Ejiofor sind einwandfrei.“
Das Lexikon des internationalen Films besprach ein „engagiert inszeniertes und überzeugend gespieltes Polit-Drama, das Wahrheit und ihre Ambivalenz geschickt zur Diskussion stellt und den Weg Südafrikas mit den Mitteln des Gerichtsfilms unterstützt.“
Die Zeitschrift TV direkt 12/2007 schrieb, der Film beinhalte „Gerichts-Wortduelle voller Wahrhaftigkeit“.

## Auszeichnungen
Tom Hooper gewann im Jahr 2005 den Sonderpreis der Jury des International Film Festivals of India für die „effiziente Nutzung der Filmsprache beim Erzählen einer Geschichte über politische Unruhen“. Er wurde 2005 für den Golden Kinnaree Award des Bangkok International Film Festivals nominiert. Der Film wurde 2006 als Bestes Drama für den BAFTA Award nominiert.

## Hintergrund
Der Film wurde in Südafrika gedreht. Er hatte seine Weltpremiere am 13. September 2004 auf dem Toronto International Film Festival. Am 28. Mai 2005 wurde er auf dem Seattle International Film Festival gezeigt.